# Церковь Святой Магдалины (Безансон)
Церковь Святой Магдалины (фр. L’église Sainte-Madeleine) — католическая церковь, расположенная в районе Баттан города Безансон (quartier Battant de Besançon), в регионе Ду, Бургундия — Франш-Конте, Франция. Редкий пример зального храма XVIII века, построенного в неоклассическом стиле. Церковь принадлежит «пастырскому округу Сент-Этьен» и вверена братству Сен-Пьер. С 13 марта 1930 года здание внесено в список исторических памятников. Здесь находится орган, внесенный в список исторических памятников, а также музей, посвященный прошлой жизни района Баттан.
Жители Безансона предпочитают называть её, как и одноимённую парижскую церковь, просто Мадлен (la Madeleine).

## История
Церковь построена на выезде из исторического центра города у моста Баттан, у въезда в район Баттан (исторический район бывших виноделов города). Испытала многие перестройки и реконструкции. В 1063 году принц-епископ Гуго I Саленский построил коллегиальную церковь в готическом стиле на месте гробницы Святого Лина, епископа Безансона (конца III — начала IV века).
В 1182 году каноники капитула коллегиальной церкви с согласия папы Луция III создали при этой церкви первую больницу Сен-Жак вместимостью четырнадцать коек, а также решили построить гостеприимный дом для приема паломников, отправляющихся в паломничество в Рим, в Сантьяго-де-Компостела и в Иерусалим.
26 мая 1746 года архиепископ Антуан-Пьер II де Граммон заложил первый камень реконструкции здания, призванного заменить старую готическую церковь, которая грозила разрушиться. Работа, которой руководил архитектор Николя Николь, продолжалась до 1766 года. Храм имел длину 66 м и ширину 39 м, трёхнефный план, многочисленные боковые капеллы, статуи XVI века, богатые коллекции картин фламандской и франш-контеанской школ XVII и XVIII веков, а также большую крышу из глазурованной бургундской черепицы.
В период с 1828 по 1830 год для завершения работы были добавлены две башни. В XVIII веке в здании был установлен «солнечный меридиан» работы Жана-Луи Бизо (1702—1781). Солнечные лучи, проходящие через отверстие, попадали на линии, указывающие время, обозначенное римскими цифрами.
Во время Французской революции здание было конфисковано и использовалось как склад фуража, прежде чем в 1795 году было возвращено церкви. В этот период большое количество имущества было уничтожено или исчезло. Несмотря на это, в церкви Святой Магдалины и по сей день хранится большое количество произведений христианского искусства, в том числе замечательные скульптуры и картины. В дополнение к этому можно упомянуть крестильную купель XVI века, главный алтарь 1834 года, кафедру времён короля Людовика XVI и органную галерею, пересекающую неф.

## Архитектура
Зальная церковь имеет план в виде латинского креста с большим классицистическим фасадом, образованным дорическими и ионическими колоннами, по сторонам которых расположены две башни. Здание имеет большой неф с тремя пролётами, а также не выступающий трансепт и хор, завершённый многоугольной апсидой. Боковые нефы, особенностью которых является наличие крестовых сводов, имеют капеллы. Освещение нефа обеспечивается витражами, расположенными в капеллах, а также окнами-розами, расположенными под сводом.
Над главным входом в здание высечен библейский символ Божественного Света (Всевидящего ока), а также латинская надпись из Первой книги Царств (9.3): «Cor meum ibi cunctis diebus» (Мои глаза и моё сердце всегда будут там). Когда царь Израиля и пророк Соломон завершил строительство Храма в Иерусалиме, столице Израильского царства, Бог явился ему и сказал: Я услышал твою молитву и мольбу, с которой ты обратился ко Мне, Я освящаю этот дом, который ты построил, чтобы поместить там Мое имя навечно, и Мои глаза и Моё сердце всегда будут там (Sanctificavi domum hanc, quam aedificasti, ut ponerem nomen meum ibi in sempiternum; et erunt oculi mei et cor meum ibi cunctis diebus).

## Скульптуры
Интерьер здания украшает большое количество скульптур, в том числе алтарь-ретабло Сен-Вернье (покровителя виноградарей Франш-Конте), работа Клода Жозефа Александра Бертрана, датируемая 1784 годом, образ Мадонны, известной как Кордельерская, находившаяся до Революции в монастыре Кордельерских монахов в Безансоне и датируемая XVI веком, бюст Мельхиседека, который является фрагментом, вылепленным в XIII веке, одной из статуй, некогда украшавших портал средневековой церкви, разрушенной в XVIII веке. В боковых капеллах здания также находятся скульптуры работы безансонского скульптора Огюста Клезингера на тему Страстного цикла.
В церкви имеются картины, в том числе: «Святое семейство» Жана-Эразма Квеллена (1672), картины в стиле trompe-l’oeil, созданные итальянским художником Кальделли в XVIII веке, «Святая Магдалина» — копия с картины Филиппа де Шампеня в XIX веке, «Святая Филомена» Бодо, «Вознесение Девы» (L’Assomption de la Vierge) Шазерана (1791), «Мадонна со святыми» Клода Ратели (1636), «Христос на кресте» — картина на дереве, приписываемая фламандской школе и датируемая XVI веком.

## Музей
В церкви находится музей, состоящий из трёх залов, в котором представлена история района Баттан, его винодельческая жизнь и исторические деятели, а также религиозная жизнь города с коллекцией католических приходов, религиозных предметов и документов.

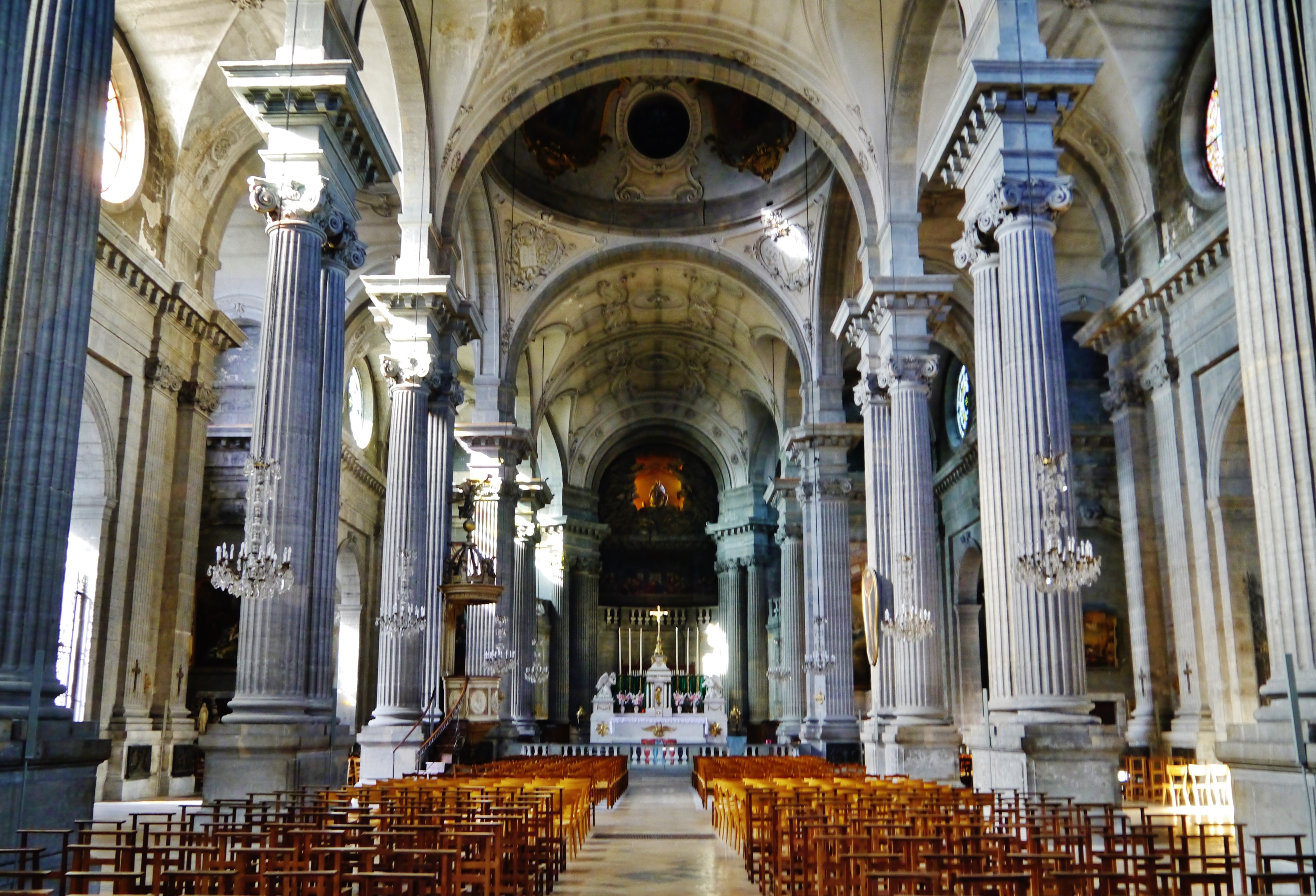
Интерьер церкви
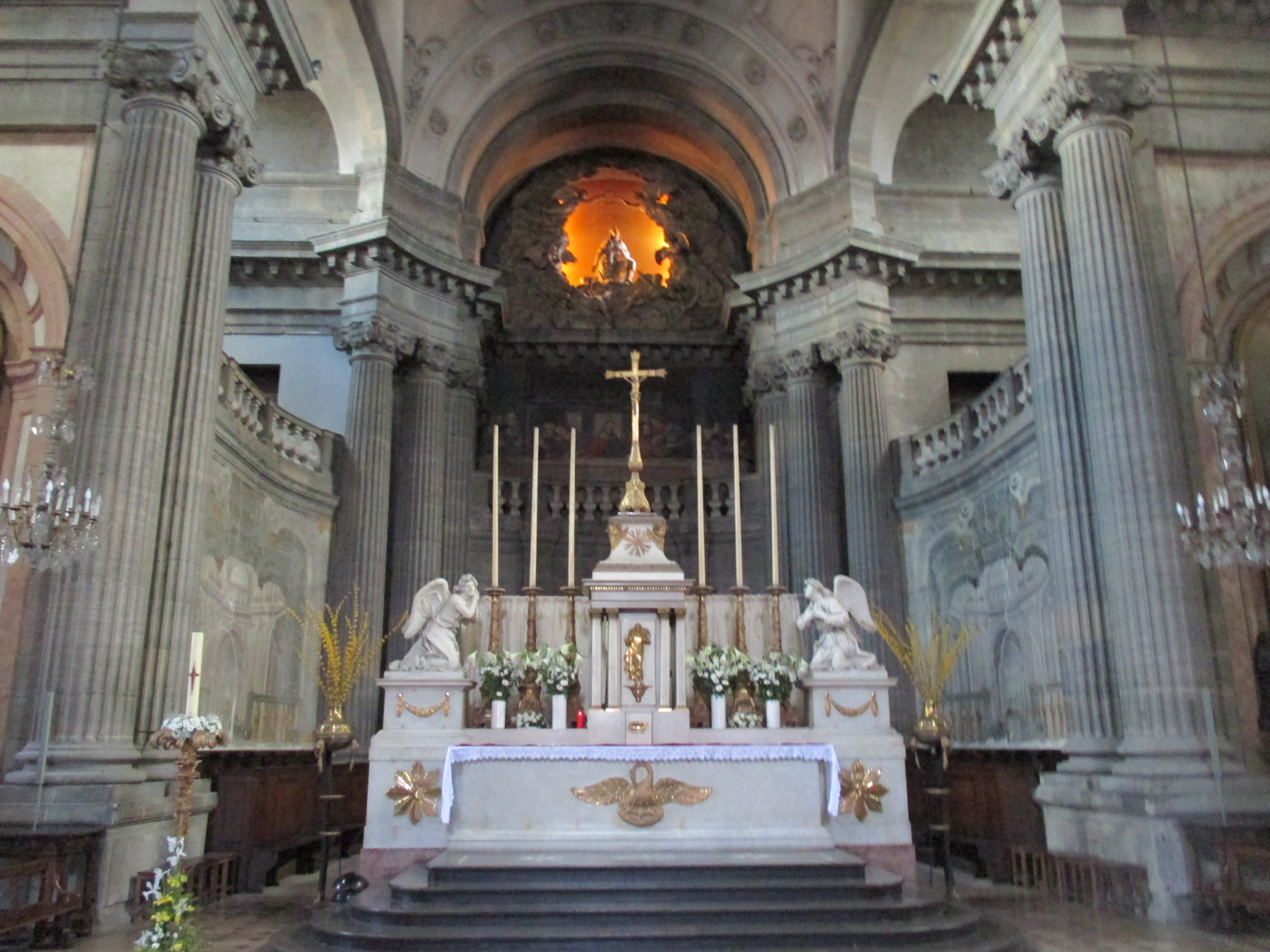
Алтарь
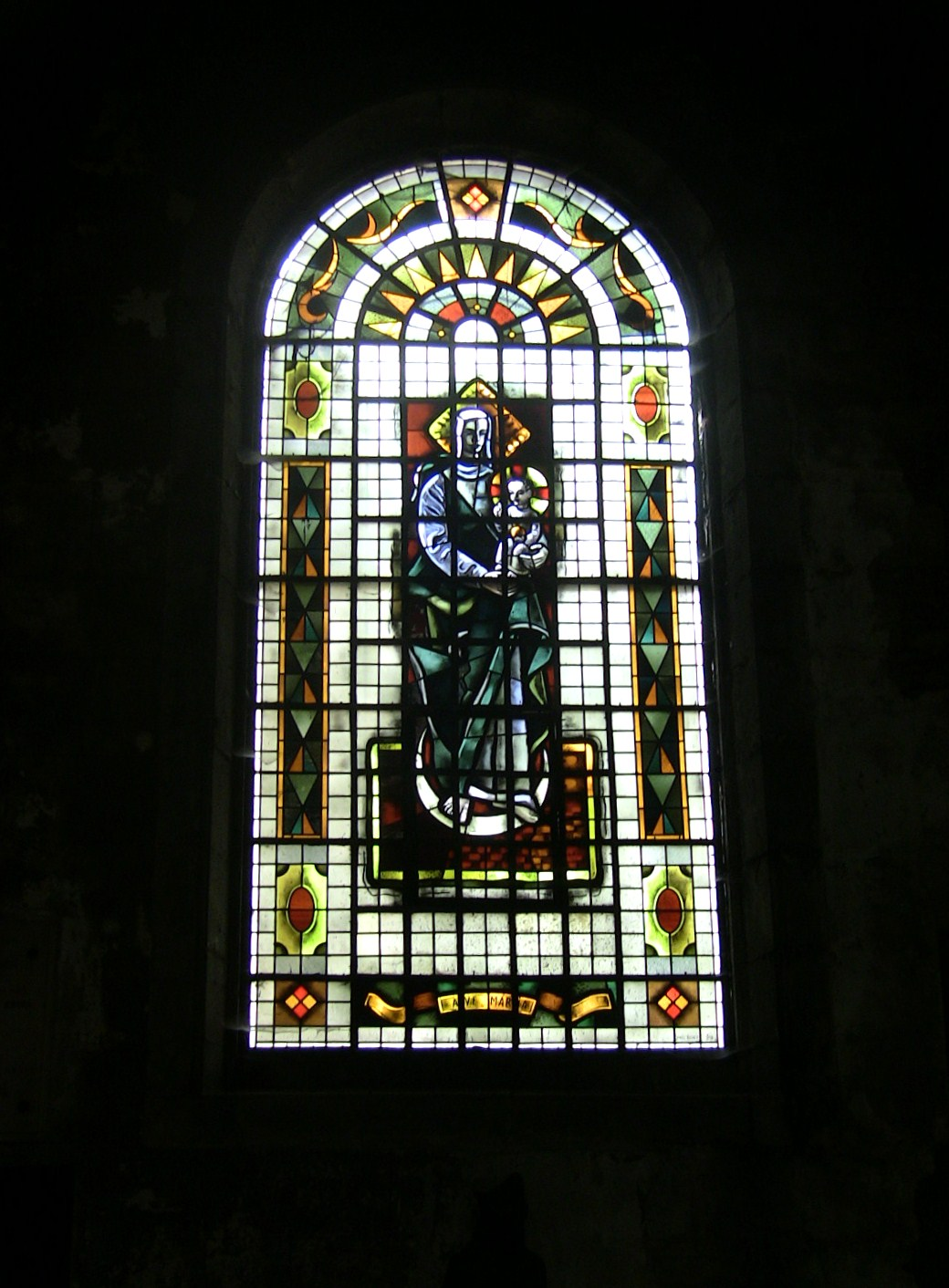
Витраж
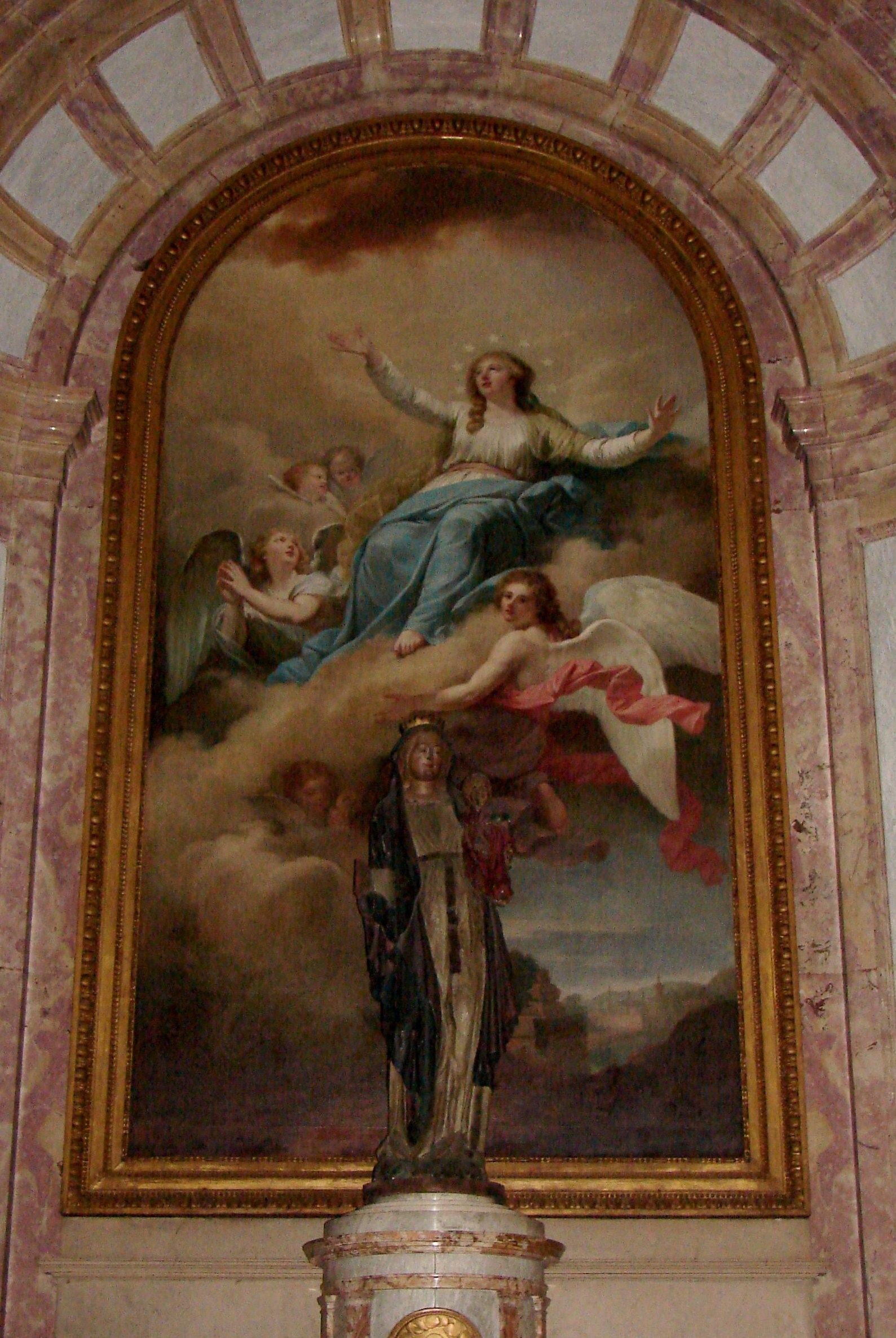
А. Шазеран. Вознесение Девы Марии. 1791
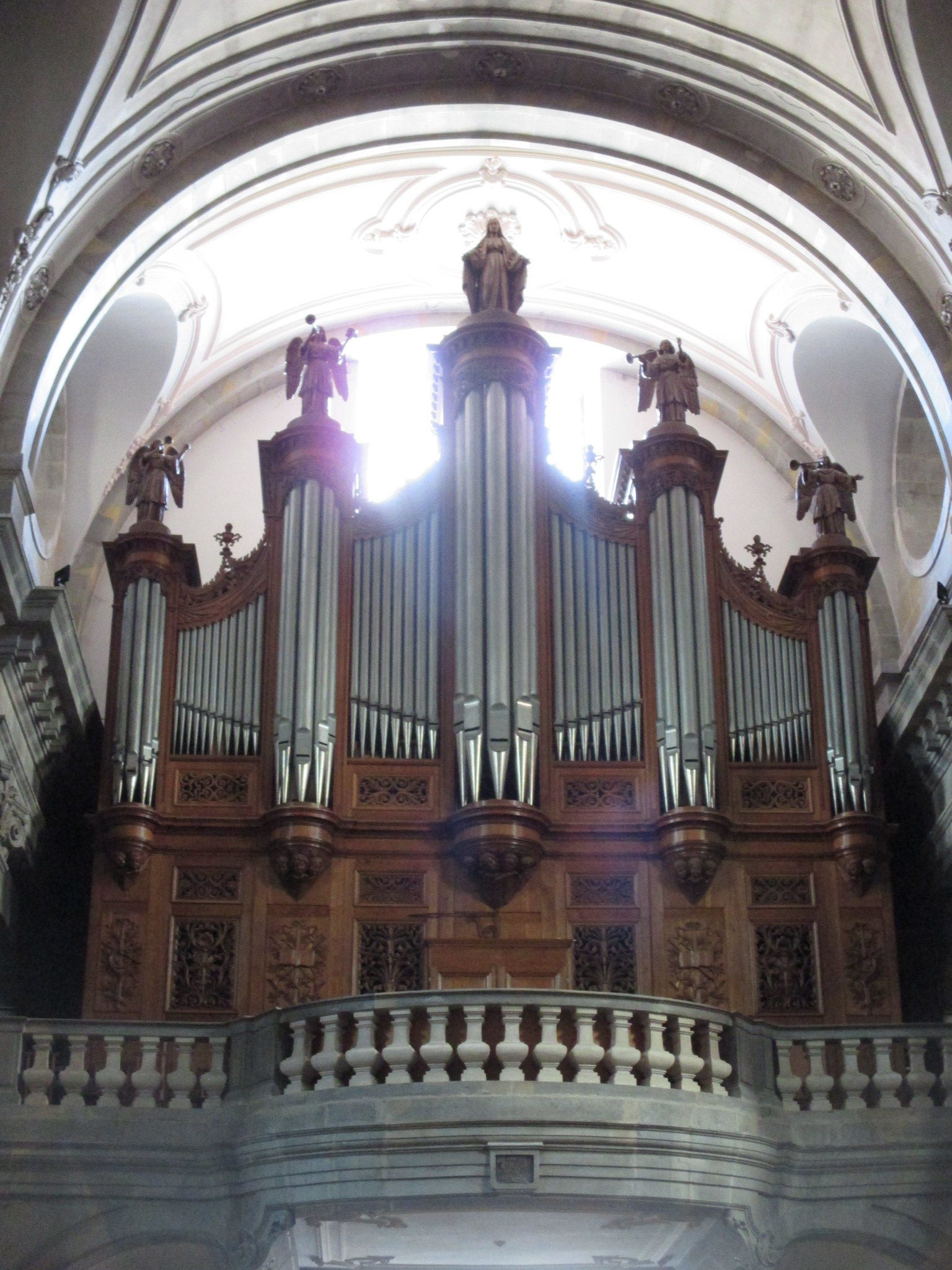
Орган

Скульптуры Огюста Клезингера:

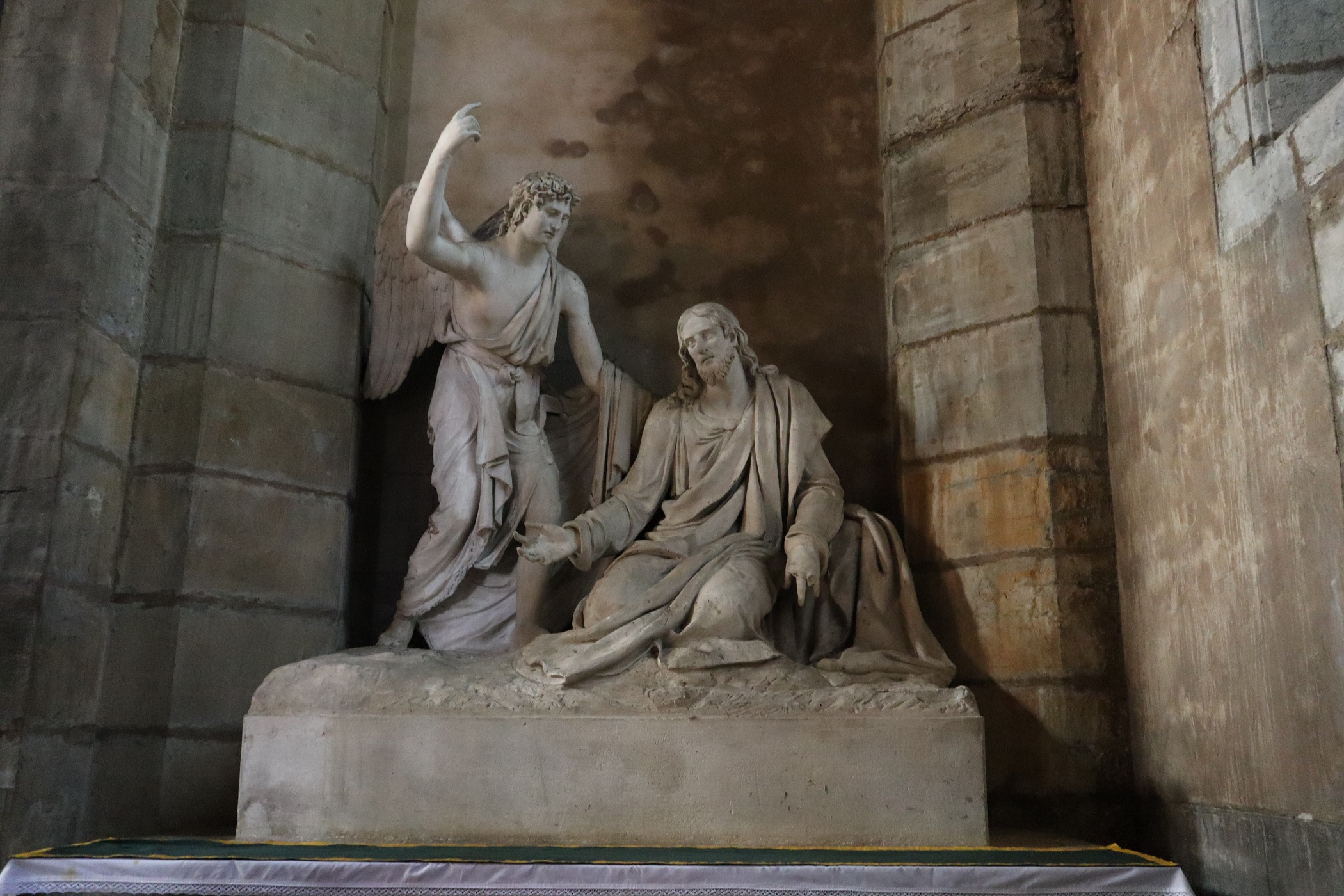
Моление о чаше
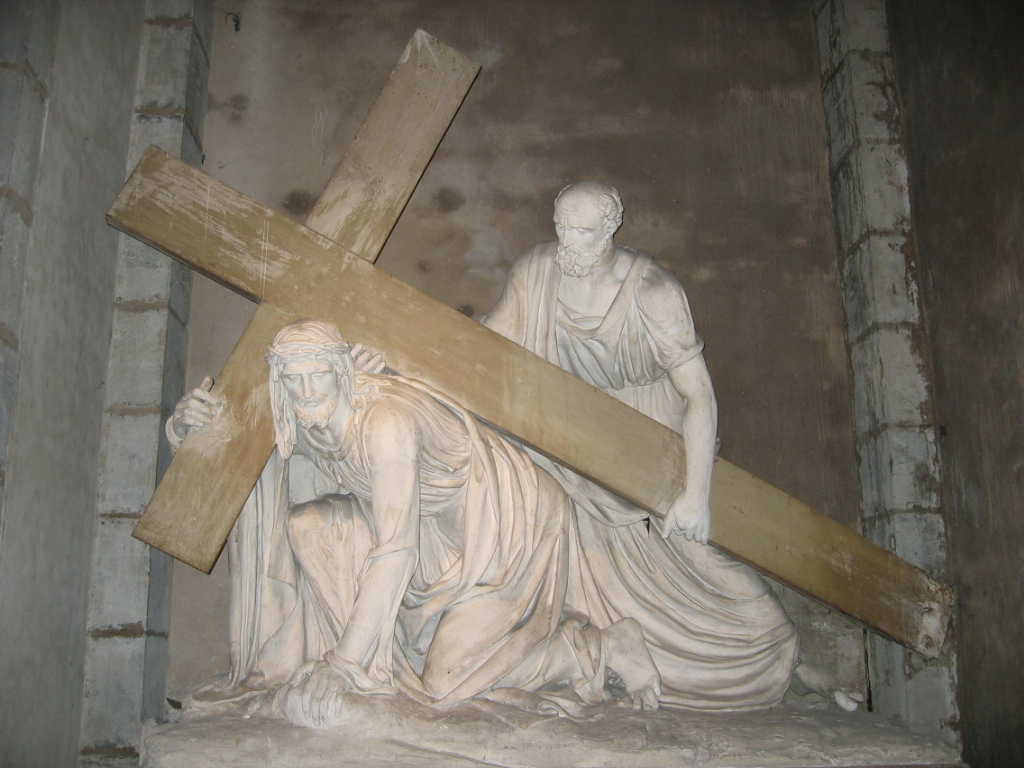
Виа Долороза
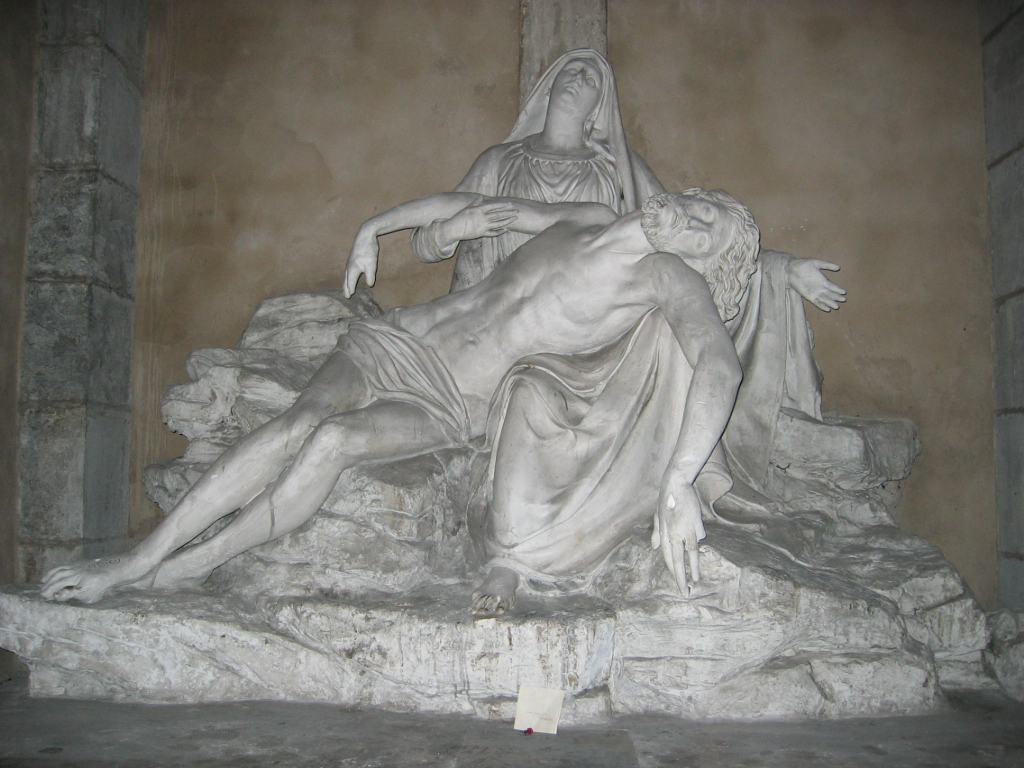
Пьета
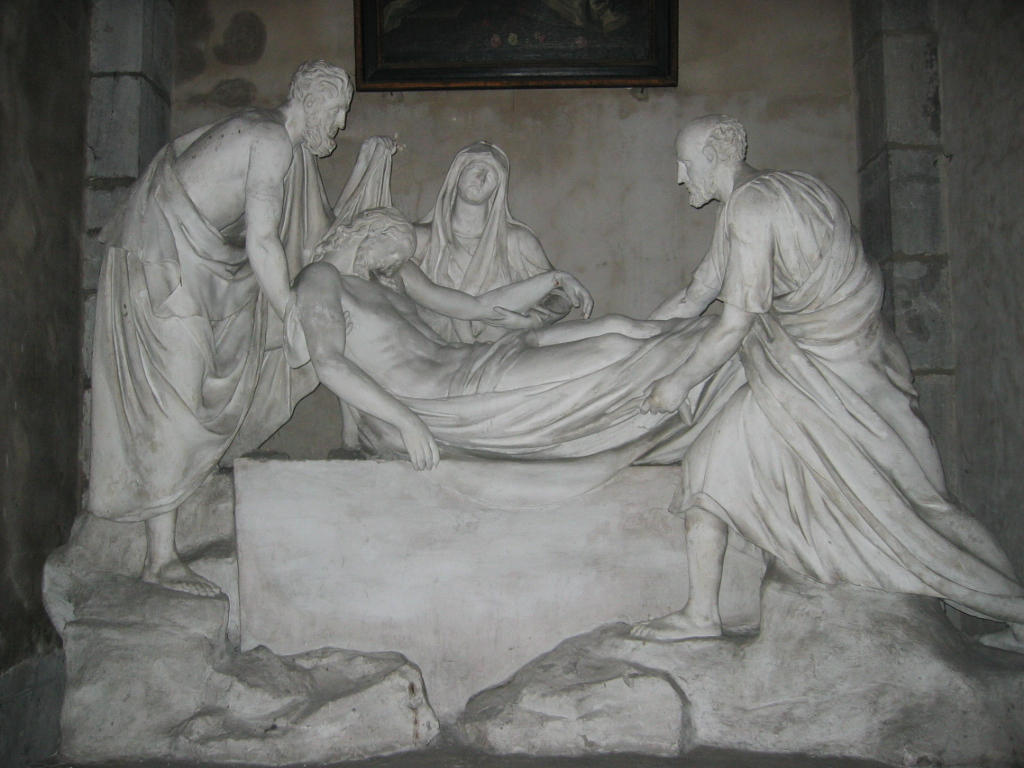
Погребение
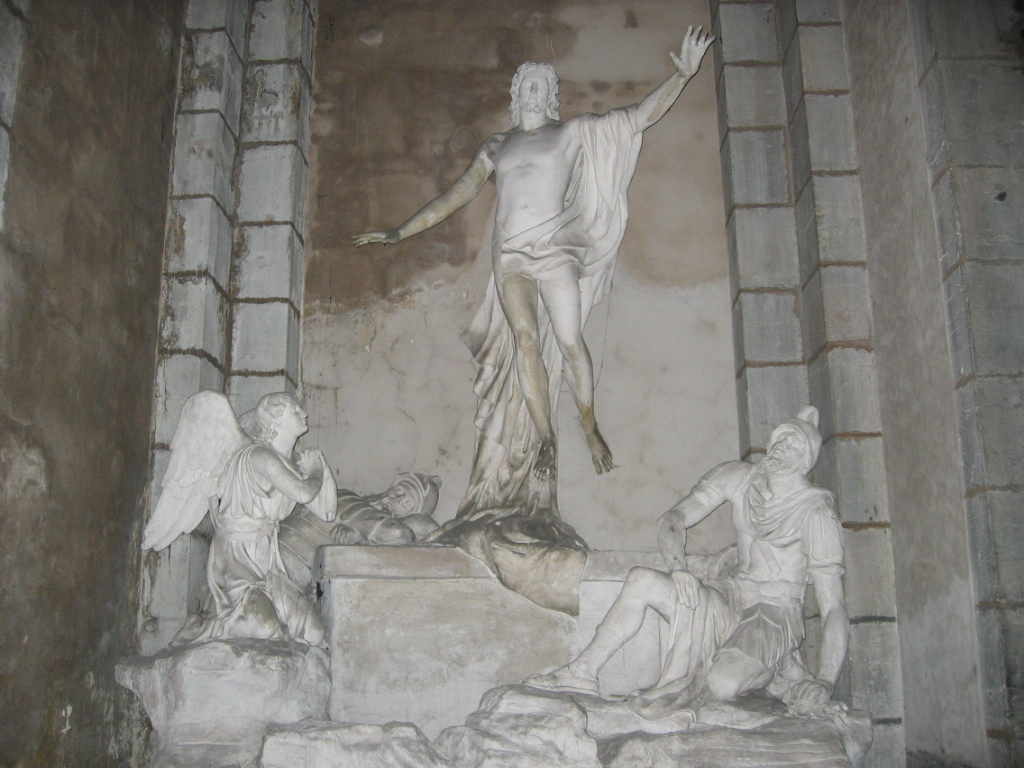
Воскресение Иисуса Христа